# Chrysometa bolivari
Chrysometa bolivari là một loài nhện trong họ Tetragnathidae.
Loài này thuộc chi Chrysometa. Chrysometa bolivari được Herbert W. Levi miêu tả năm 1986.